# Yeni Hatay Stadyumu
Das Yeni Hatay Stadyumu (auch Yeni Hatay Stadı genannt) ist ein Fußballstadion im Stadtteil Hasanlı der türkischen Stadt Antakya der südlichen Provinz Hatay. Es ist die Heimspielstätte des Fußballvereins Hatayspor. Die Sportstätte verfügt über 25.000 überdachte Sitzplätze und ersetzte das Antakya Atatürk Stadyumu von 1950. Dieses wurde nach der Inbetriebnahme der neuen Fußballarena 2021 abgerissen und das Gelände in einen Stadtgarten umgewandelt. Durch die Farbgebung trägt es den Spitznamen Bordo Beyazd Stadyum (deutsch Bordeauxrot-weißes Stadion).

## Geschichte
Das Hatay Stadyumu liegt am Stadtrand von Antakya, nahe der Grenze zu Syrien. Der Entwurf stammt aus dem Jahr 2014. Mit dem Bau wurde aber erst zwei Jahre später begonnen. Die Dachkonstruktion ist das optisch markanteste Element des Stadions. Sie besteht aus zwei J-förmigen, überlappenden Teilen in den Vereinsfarben Bordeauxrot und Weiß. Die doppelstöckig umlaufenden Ränge bieten oben mit 10.000 Plätzen weniger Sitze als der Unterrang. Zwischen Ober- und Unterrang sind 24 Logen platziert. Im hinteren Teil der Westtribüne befinden sich die Umkleidekabinen der Spieler sowie die Schiedsrichterräume. Ebenfalls im Westrang ist der Pressebereich untergebracht. Die bebaute Fläche des Stadions beträgt 55.395 m². Östlich neben dem Yeni Hatay Stadyumu liegen Parkflächen für 1500 Fahrzeuge. Sie sind mit Solarmodulen überdacht, um den Energiebedarf der Arena zu decken. Das Stadion wurde den klimatischen Bedingungen angepasst. Die Fassade ist perforiert, um eine Belüftung und angenehmere Temperaturen in den Sommermonaten, durch die Winde des nahegelegenen Mittelmeers, zu ermöglichen. Auf dem Dach befinden sich Rinnen, die das Regenwasser zur Weiternutzung sammeln.
Im Frühjahr 2021 wurde der Bau fertiggestellt und sollte im März des Jahres mit einem Spiel von Hatayspor gegen Fenerbahçe Istanbul eingeweiht werden. Aufgrund der COVID-19-Pandemie musste dies abgesagt werden. Die Eröffnung fand am 25. Juni 2021, in Anwesenheit von Staatspräsident Recep Tayyip Erdoğan, statt. Zuschauer waren aber nicht vor Ort. Die erste Partie wurde am 14. August 2021 ausgetragen. Hatayspor und Kasımpaşa Istanbul trennten sich am 1. Spieltag der Süper Lig 2021/22 1:1. Das erste Tor im Stadion erzielte Valentin Eysseric für Kasımpaşa.
Am 5. Februar 2023 trug Hatayspor am 23. Spieltag der Süper Lig 2022/23 ein Heimspiel gegen Kasımpaşa Istanbul aus. Durch ein spätes Tor von Christian Atsu in der 90. Min. + 7 gewannen die Gastgeber mit 1:0. Am Tag darauf erschütterte ein Erdbeben den Südosten der Türkei und den Norden von Syrien. Unter den insgesamt rund 60.000 Todesopfern war auch Christian Atsu. Das Beben beschädigte auch das Stadion. Danach diente es als Notunterkunft für obdachlos gewordene Menschen. Sie wurden in Zelten um das Stadion untergebracht. Hatayspor und der Gaziantep FK stellten bei der Türkiye Futbol Federasyonu (TFF) einen Antrag auf Rückzug aus der Liga. Die Vereine trugen danach kein Saisonspiel mehr aus, sie verblieben aber trotz Abstiegsplätzen in der Liga. Hatayspor wird in der Süper Lig 2023/24 seine Heimspiele übergangsweise im rund 250 km entfernten Mersin Stadyumu austragen.